# Филатово (усадьба)
Филатово — усадьба, расположенная в деревне Филатово городского округа Истра Московской области.

## История
Деревня Филатово известна с середины XVI века, и расположена на обоих берегах реки Маглуши. В 1678 году Фелатовым владели братья Плещеевы, с начал XVIII века им владели Думашевы. В 1700-е годы Думашевы построили деревянную церковь, с 1750-х годов ими же была перестроена из дерева в кирпич. Основана в середине XVIII века. В XIX веке деревня и имение неоднократно меняло владельцев, продавалось или переходило по наследству. В 1852 году именем владела княгиня В. С. Хилкова, после неё усадьбой с 1860 по 1883 год владели Шиловские. С 1883 по 1891 года Филотово было владении поручика С. И. Соколова. В начале XX века новой владелицей стала А. Т. Карпова жена историка Г. Ф. Карпова. В Филатово часто бывал художник В. Поленов. В 1907 году неподалёку от Филатово владелица соседнего имения Брыково А. Т. Карпова, которая приходится сестрой известному меценату С. Т. Морозову, на свои средства открыла земское училище повышенного типа, носящее имя С. Т. Морозова. В 1914 году владельцем Филатово был А. Г. Карпов. С 1924 года деревня Филатово становится центром сельсовета. Здания земского училища использовались под колхоз, детсад и летний пионер-лагерь. А 1990-е годы училище ни как не использовалось, пришла в упадок.
В 1977 году в деревне Филатово снимался художественный фильм «Рудин» экранизация романа И. В. Тургенева.
Сохранились сильно разрушенное главное здание усадьбы и жилые флигели, руины церкви Рождества Христова и парк, с 1817 года имевшая статус приходской, рядом находится два заброшенных корпуса земского училища 1900-х годов.
В 2015 году усадьба Филатов была сдана в аренду для реставрации по губернаторской программе «Усадьба Подмосковья», арендатором стал предприниматель В. Калюжный. После восстановления в Филатово планируется открыть образовательного центра для детей и краеведческий музей.